# Amir Akrout
Amir Akrout (أمير العكروت), né le 14 mai 1983 à Sfax, est un footballeur tunisien.

## Biographie
Akrout fait ses débuts avec le Club sportif sfaxien avant de partir au Sfax railway sport (SRS), un autre club renommé de Sfax. Après une interruption, et avec l'appui de son frère, il effectue un retour au SRS. En 2005, il est transféré au Stade tunisien pour entamer une carrière professionnelle.
Il évolue au poste d'avant-centre au sein du Stade tunisien et commence à faire parler de lui au cours de la saison 2006-2007. Son rendement constant en tant que buteur confirmé et ses capacités offensives dans le championnat national font l'objet de spéculations sur son transfert vers des grandes équipes tunisiennes ou à l'étranger. Il est finalement prêté à l'équipe du SC Fribourg pour une durée de six mois et un montant de 200 000 dinars tunisiens. Le contrat stipule également une option d'achat d'un montant d'un million de dinars à la fin de la saison. À la fin de sa période de prêt, il retrouve son club tunisien mais a toujours des offres d'équipes étrangères et tunisiennes telles que le Club africain ou l'Espérance sportive de Tunis. Finalement, il part en Arabie saoudite pour tenter une aventure avec le club d'Al Wahda La Mecque. Le montant du prêt est estimé à 725 000 dollars.
Début 2011, il est blessé par balle lors de la révolution tunisienne.

## Clubs
- avant 2005 : Sfax railway sport ( Tunisie)
- 2005-2007 : Stade tunisien ( Tunisie)
- 2008-2008 : → SC Fribourg ( Allemagne)
- 2008-2009 : → Al Wahda La Mecque ( Arabie saoudite)
- 2009-2012 : Club africain ( Tunisie)
- 2012-2012 : Stade tunisien ( Tunisie)
- 2013-201.. : Stade gabésien ( Tunisie)

## Palmarès
- Coupe nord-africaine des clubs champions :
  - Vainqueur : 2010